# Thea Linhard
Thea Linhard, férjezetten Linhard-Böhm (München, 1903. február 13. – Hamburg, 1981. október 20.) német szoprán, opera- és koncerténekesnő.

## Élete, munkássága
Linhard a szoprán Maria Ivogün növendéke volt, s már 1920-ban debütált a bambergi városi színházban. 1921-től 1926-ig csatlakozott a Bajor állami Operaházhoz Münchenben. Énekelt többek között a Don Gil a zöld nadrágban Walter Braunfels-opera bemutatóján. Miután a házasságot kötött a karmester Karl Böhmmel, 1927-ben, gyakran vendégszerepelt, például 1932-ben, a Salzburgi Ünnepi Játékokon Joseph Haydn A Teremtés című oratóriumában.
Fia, Karlheinz Böhm (1928-2014) jól ismert színész volt.

## Felvételei
- O säume länger nicht, geliebte Seele (Susanna áriája Mozart Figaro házassága 4. felvonás, 1923-as felvétel) und Sagt holde Frauen, Cherubino nadrágszerepe az opera 2. felvonásából), Vox Schallplatten- und Sprechmaschinen-AG, VOX 02110
- Ach ich fühl’s, es ist verschwunden, ewig hin mein ganzes Glück (Pamina áriája Mozart A varázsfuvola, 2. felvonás, 1923-as felvétel) und Durch Zärtlichkeit und Schmeicheln (Blondchen áriája Mozart Szöktetés a szerájból, 1923), Vox Schallplatten- und Sprechmaschinen-AG, VOX 02111
- Joseph Marx-, Leo Blech-, Richard Strauß-dalok (felvételek 1951 és 1954 között) Melodram, Reihe Live 50 Concerti Indimenticabili, MEL-218, 1983
- Karlheinz Böhm (Hrsg.): Die Lieder meiner Eltern. Schott Music & Media, Mainz und Pro Ethiopia, Mainz 2006, Bestellnummer KHB 403 2, EAN 4010228040326

## Fordítás
- Ez a szócikk részben vagy egészben  a   Thea Linhard című német Wikipédia-szócikk ezen változatának fordításán alapul.  Az eredeti cikk szerkesztőit annak laptörténete sorolja fel. Ez a jelzés csupán a megfogalmazás eredetét és a szerzői jogokat jelzi, nem szolgál a cikkben szereplő információk forrásmegjelöléseként.